# فرودگاه شهری ویرجیل ال. گریسام
فرودگاه شهری ویرجیل ال. گریسام  (به انگلیسی: Virgil I. Grissom Municipal Airport)  یک فرودگاه همگانی باربری با کد یاتا BFR است که یک باند فرود آسفالت دارد و طول باند آن ۱۳۷۲ متر است. این فرودگاه در شهر بدفورد، ایندیانا کشور ایالات متحده آمریکا قرار دارد و در ارتفاع ۲۲۲ متری از سطح دریا واقع شده است.